# オクスフォード・イスラーム辞典
『オクスフォード・イスラーム辞典』（英語: The Oxford Dictionary of Islam）は、ジョン・エスポジト (w:John Esposito) が監修するイスラーム教の辞典。アルファベット順に歴史、社会、政治などイスラーム教に関する単語を2000強収載している。